# Bezirk Elbogen
Der Bezirk Elbogen (tschechisch: Okresní hejtmanství Loket, politický okres Loket) war ein Politischer Bezirk im Königreich Böhmen. Der Bezirk umfasste Gebiete in Westböhmen im heutigen Karlovarský kraj (Okres Sokolov). Sitz der Bezirkshauptmannschaft war die Stadt Elbogen (Loket). Das Gebiet gehörte seit 1918 zur neu gegründeten Tschechoslowakei und ist seit 1993 Teil Tschechiens.

## Geschichte
Die modernen, politischen Bezirke der Habsburgermonarchie wurden 1868 im Zuge der Trennung der politischen von der judikativen Verwaltung geschaffen.
Das spätere Gebiet des Bezirks Elbogen war 1868 zunächst Teil des Bezirks Falkenau geworden, der aus den Gerichtsbezirken Elbogen (tschechisch: soudní okres Loket) und Falkenau (Falknov) gebildet wurde.
Der Bezirk Elbogen entstand per 2. Dezember 1913, als die Ausscheidung des Gerichtsbezirks Elbogen aus dem Bezirk Falkenau und seine Erhebung zum politischen Bezirk amtswirksam wurde.
Der Bezirk umfasste nach der Volkszählung von 1910 und dem Gebietsstand von 1913 eine Fläche von 207,62 km² und eine Bevölkerung von 41.758 Personen. Von den Einwohnern hatten 457 Tschechisch und 40.385 Deutsch als Umgangssprache angegeben. Weiters lebten im Bezirk 916 Anderssprachige oder Staatsfremde. Zum Bezirk gehörte ein Gerichtsbezirk mit insgesamt 33 Gemeinden.